# Pourvu que ce soit une fille
Pour plus de détails, voir Fiche technique et Distribution.
Pourvu que ce soit une fille (Speriamo che sia femmina) est un film italo-français de Mario Monicelli sorti en 1986.

## Synopsis
Un groupe de femmes vit sereinement dans une grande ferme, dans le Sud de la Toscane. Elena (Liv Ullmann), la propriétaire, séparée de son mari depuis longtemps, le comte Leonardo De Angeli (Philippe Noiret), gère la maison et les terrains, aidée par l'administrateur Guido Nardoni (Giuliano Gemma), qui est également son amant. Franca (Giuliana De Sio), fille aînée d’Elena, étudiante à Sienne, passe d’un fiancé à un autre; le dernier, Mario (Paolo Hendel), est un bizarre dialectologue. Malvina (Lucrezia Lante della Rovere), la cadette, adolescente timide et solitaire, passe la plupart de son temps avec les chevaux de la ferme. Fosca (Athina Cenci), la bonne à tout faire, s’occupe d'Immacolata dite Imma (Simona Cera), sa propre fille, et Martina (Francesca Calò), la nièce d’Elena. Martina est la fille de Claudia (Catherine Deneuve), célèbre actrice qui mène une vie déréglée à Rome, et qui, par égoïsme, a pratiquement abandonné sa fille à la campagne chez sa sœur Elena. Le seul représentant masculin qui vit dans la ferme est Gugo (Bernard Blier), l’oncle octogénaire de Leonardo, totalement gâteux et dont Fosca prend soin comme d’un enfant.
Cette petite communauté est bouleversée par la soudaine visite de Leonardo, qui voudrait remettre en état l'ancien établissement thermal de la ferme, et, pour ce projet, aurait besoin d’une grosse somme. Elena, qui par le passé a déjà essuyé assez de déceptions de la part de son mari, nullement doué pour les affaires, n’a plus aucune confiance en lui et, en accord avec Nardoni, refuse de financer le projet.
Le jour suivant, Imma et Martina s'enfuient à l’insu de tout le monde pour aller à un concert à Sienne. En même temps, Leonardo, désormais résolu à retourner à Rome, se tue en tombant dans un ravin avec sa voiture, à cause d’une tragique faute de l’oncle Gugo; celui-ci, tout en ayant assisté à l’accident, n’a pourtant pas réellement compris ce qui s’est passé et rentre à la ferme sans rien raconter. Les femmes, ainsi que Nardoni et Mario sont tous troublés à cause de la fugue des fillettes, et personne ne remarque l’absence de Leonardo. Finalement, au petit matin, Nardoni retrouve Imma et Martina et les ramène à la maison, et peu après la police informe la famille de la mort du comte.
L'équilibre qui, jusqu’alors, existait entre les femmes paraît compromis : Malvina et, plus violemment, Franca reprochent à Elena de ne pas avoir aidé Leonardo, comme si elle était responsable de la mort de leur père, et les lourdes dettes laissées par Leonardo mettent Elena dans l'embarras financier. L’une des principales créancières est Lori Samuelli (Stefania Sandrelli), la maîtresse de Leonardo, qui se présente aux femmes lors de l’enterrement. Apparemment la seule solution est de vendre la ferme (Nardoni s’offre immédiatement de l’acheter) et d'aller chacune de son côté : Franca décide d’épouser Mario; Claudia, se sentant coupable pour la fugue de Martina, se résout à l’emmener chez elle à Rome; Fosca pense enfin aller rejoindre son mari, émigré en Australie depuis des années; Elena imagine son avenir dans une résidence à Rome, seule avec Malvina. Pour l’oncle Gugo, il n’y a que l’hospice, le même où vit la mère de Nardoni.
Et pourtant, ces ultimes déceptions de la part des hommes amène les femmes à se rapprocher entre elles. Franca, enceinte de Mario, se rend soudainement compte qu'elle ne peut plus le supporter, et le quitte; Fosca apprend que son mari a une autre famille en Australie; Claudia rompt à son tour avec Cesare (Adalberto Maria Merli), son amant de Rome, un sournois intellectuel qui n'avait pas hésité à faire des avances à Malvina lors d’une visite de celle-ci à sa tante. Elena comprend que le lien entre elles est ce qui compte le plus, et, au dernier moment, se ravise et finit par renoncer à vendre la ferme . Malgré les problèmes, cette petite société matriarcale va faire face à l’avenir avec confiance. Le film se termine avec une joyeuse tablée qui réunit les huit femmes protagonistes de cette histoire (y compris Lori, qui était venue recouvrer son crédit et, bien qu’évidemment déçue par l'abandon de la vente, est bien disposée à faire confiance à Elena et aux autres). L'oncle Gugo, qui a perdu l'esprit, est assis à part, comme au début, en seul représentant de la gent masculine. Il est absorbé dans la réalisation d'un tricot, qu’il avait appris avec Mme Nardoni pendant sa courte résidence à l’hospice.
Il n'y a plus qu’à souhaiter que l’enfant de Franca soit une fille...

## Fiche technique
- Titre original : Speriamo che sia femmina
- Réalisation : Mario Monicelli
- Scénario : Tullio Pinelli, Mario Monicelli, Leonardo Benvenuti, Piero De Bernardi, Suso Cecchi D'Amico, Jacqueline Lefèvre
- Photographie : Camillo Bazzoni
- Musique : Nicola Piovani
- Montage : Ruggero Mastroianni
- Décors : Enrico Fiorentini
- Costumes : Mario Altieri
- Producteurs : Giovanni Di Clemente, André Djaoui (coproducteur), Bruno Ridolfi (producteur délégué)
- Sociétés de production : Clemi Cinematografica (it), Films A2, Producteurs Associés, Président Films et Soprofilms
- Pays d'origine :  Italie |  France
- Langue : Italien
- Genre : comédie
- Durée : 120 minutes
- Dates de sortie :
  - Italie : 6 février 1986
  - France : 4 juin 1986

## Distribution
- Liv Ullmann : Elena
- Catherine Deneuve : Claudia
- Philippe Noiret : Leonardo
- Giuliana De Sio : Franca
- Stefania Sandrelli : Lori
- Bernard Blier : oncle Gugo
- Giuliano Gemma : Nardoni
- Athina Cenci : Fosca
- Paolo Hendel : Giovannini
- Lucrezia Lante della Rovere : Malvina
- Nuccia Fumo (it) : Mme Nardoni
- Paul Müller : prêtre
- Carlo Monni : routier
- Francesca Calò : Martina
- Simona Cera : Irma
- Enio Drovandi (it) : Don Maurizio
- Mario Cecchi :
- Riccardo Diana :

## Distinctions
- Prix David di Donatello 1986 :
  - Meilleur film
  - Meilleur réalisateur : Mario Monicelli
  - Meilleur scénario : Tullio Pinelli, Mario Monicelli, Suso Cecchi D'Amico, Leonardo Benvenuti, Piero De Bernardi
  - Meilleur montage : Ruggero Mastroianni
  - Meilleur acteur dans un second rôle : Bernard Blier
  - Meilleure actrice dans un second rôle : Athina Cenci
  - Meilleurs producteurs : Giovanni Di Clemente, Bernd Eichinger
- Prix Ruban d'argent 1986 :
  - Meilleur réalisateur : Mario Monicelli
  - Meilleur scénario : Tullio Pinelli, Mario Monicelli, Suso Cecchi D'Amico, Leonardo Benvenuti, Piero De Bernardi
  - Meilleur montage : Ruggero Mastroianni
- Prix Ciak d'oro 1986 :
  - Meilleur film
  - Meilleure actrice : Giuliana De Sio
  - Meilleure actrice dans un second rôle : Athina Cenci

## Autour du film
C'est un extrait de Paroles et Musique d'Élie Chouraqui qui est utilisé pour la scène où ils regardent Claudia (Catherine Deneuve) à la télévision.